# Liller Evangelistar

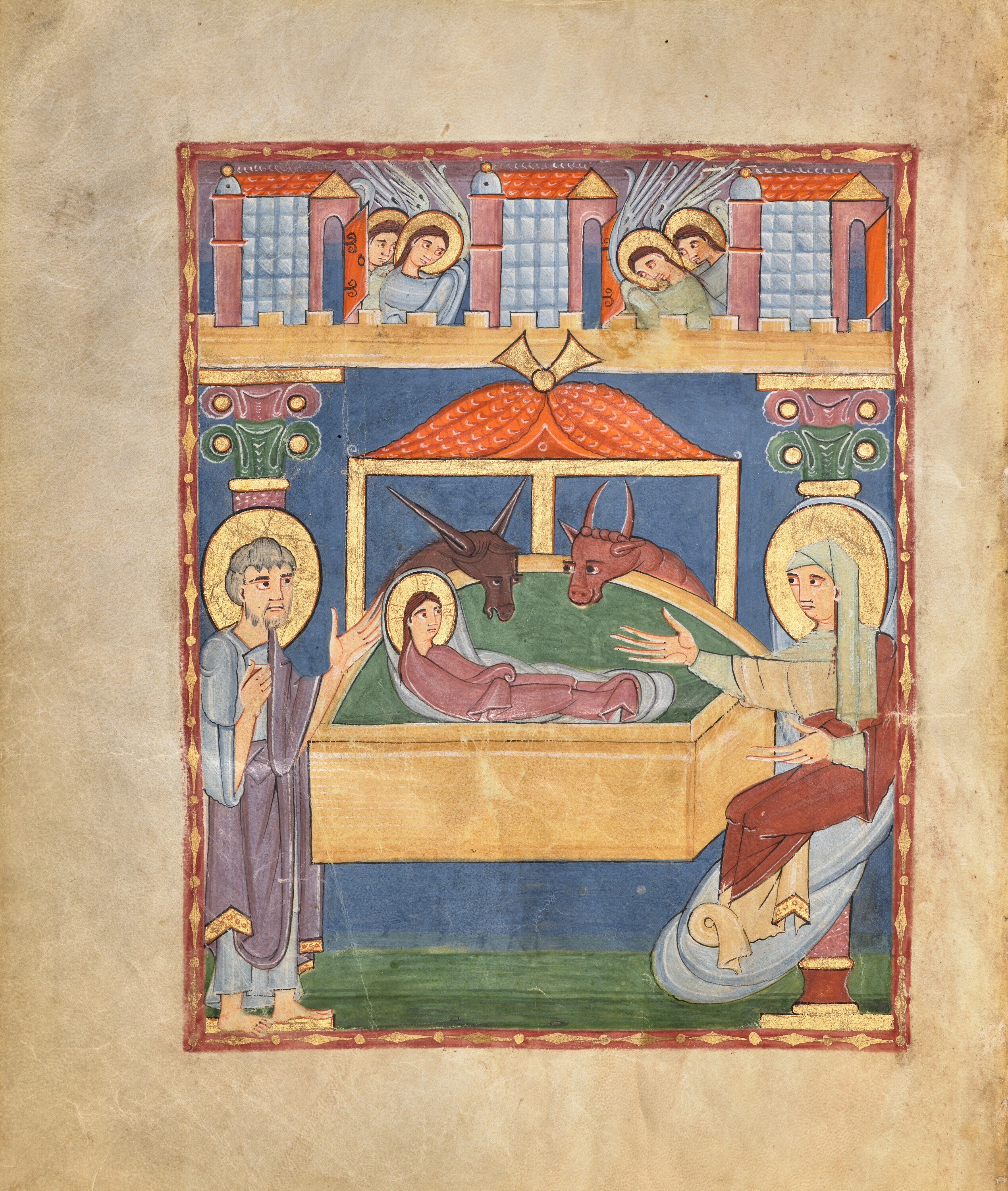
Los Angeles, J. Paul Getty Museum, Ms. 125 (Liller Evangelistar), fol. 6r: Christi Geburt im Liller Evangelistar.

Das Liller Evangelistar ist ein reich geschmückter Codex aus dem 11. Jahrhundert, der ein Evangelistar mit den Lesungen für den Gottesdienst enthält. Die Miniaturen werden dem Umkreis der Reichenauer Malschule zugerechnet. Die Handschrift ist auch als Irmengard-Codex oder Évangéliaire de Saint-Mihiel bekannt. Von 1880 bis 2020 war sie im Besitz der Katholischen Universität Lille, bis diese sie an das J. Paul Getty Museum verkaufte, wo sie seit 2023 unter der Signatur Ms. 125 (Inventar-Nr. 2023.6) aufbewahrt wird.

## Beschreibung
Der Codex misst 23,0 auf 18,8 cm und umfasst 255 Blatt Pergament, die einspaltig mit je 15 (teils 16) Zeilen beschrieben sind. Er ist mit Zierschriften, Goldinitialen und 15 ganzseitigen Miniaturen geschmückt; Letztere umfassen unter anderem Porträts der Evangelisten, Szenen zu den hohen Feiertagen (u. a. Weihnachten, Ostern, Pfingsten) und ein Dedikationsbild.
Die Schrift ist eine Minuskel des 11. Jahrhunderts. Nach Hartmut Hoffmann wurde der Text (einschließlich Zierschriften und Initialen) frühesten im zweiten Viertel, vielleicht erst Mitte des 11. Jahrhunderts im Kloster Reichenau geschrieben. Auffällig ist, dass alle Miniaturen entweder auf nachträglich eingebundenen Blättern oder (in vier Fällen) auf ursprünglich als Textseiten vorgesehenen Seiten gemalt wurden; die Ausmalung erfolgte offenbar erst nachträglich und möglicherweise an einem anderen Ort. Ulrich Kuder hält eine Entstehung der Miniaturen teils auf der Reichenau, teils andernorts (Hirsau?) für möglich und sieht eine enge Beziehung zum Perikopenbuch Heinrichs II. Die Datierung der Miniaturen ist umstritten und reicht von „kurz nach 1053“ bis „um 1090“. Auch die auf den Erzengel Michael bezogenen Teile des Textes sind Nachträge.

## Herkunft und Überlieferung
Der Codex wurde ausweislich des Widmungsgedichts im Auftrag einer Irmengard geschaffen, die ihn dem Erzengel Michael (d. h. wahrscheinlich einer diesem geweihten Kirche) schenkte, der für ihren verstorbenen Mann Werner (Wenherus) Fürsprache einlegen sollte. Eine Identifizierung der Stifterin ist schwierig; eine unbelegte ältere Hypothese sieht Irmgard von Nellenburg als Stifterin.
Sowohl der Text der Perikopen als auch der paläographische Befund sprechen für eine Herkunft aus dem Kloster Reichenau; die Miniaturen werden in der Forschung als ‚reichenauisch‘ bezeichnet (siehe unten).
Der Band wurde im späten 19. Jahrhundert in Saint-Mihiel erworben, was zusammen mit der Widmung an Sankt Michael als Beleg für eine Herkunft aus der dortigen Benediktinerabtei zu sprechen schien; teilweise ist der Codex deshalb bis heute als „Évangéliaire de Saint-Mihiel“ bekannt. Tatsächlich ist die Bibliotheksheimat aber die Klosterbibliothek von Saint-Mansuy in Toul, wo die Handschrift Ende des 17. Jahrhunderts nachweisbar ist; die Michaelskirche eines Priorats dieses Klosters nahe Toul könnte der erste Besitzer der Handschrift gewesen sein.
Der Theologe Jules Didiot, der die Handschrift 1866 erbte, schenkte sie 1880 der Katholischen Universität in Lille. Die Universität versuchte ab 2019, die Handschrift zu verkaufen, was aber zunächst durch den Schutz als nationales Kulturgut (trésor national) verhindert wurde. Über einen Mittelsmann konnte das J. Paul Getty Museum die Handschrift dennoch kaufen. Der Kaufpreis soll etwa zehn Millionen Euro betragen haben.

## ‚Reichenauische‘ Buchmalerei

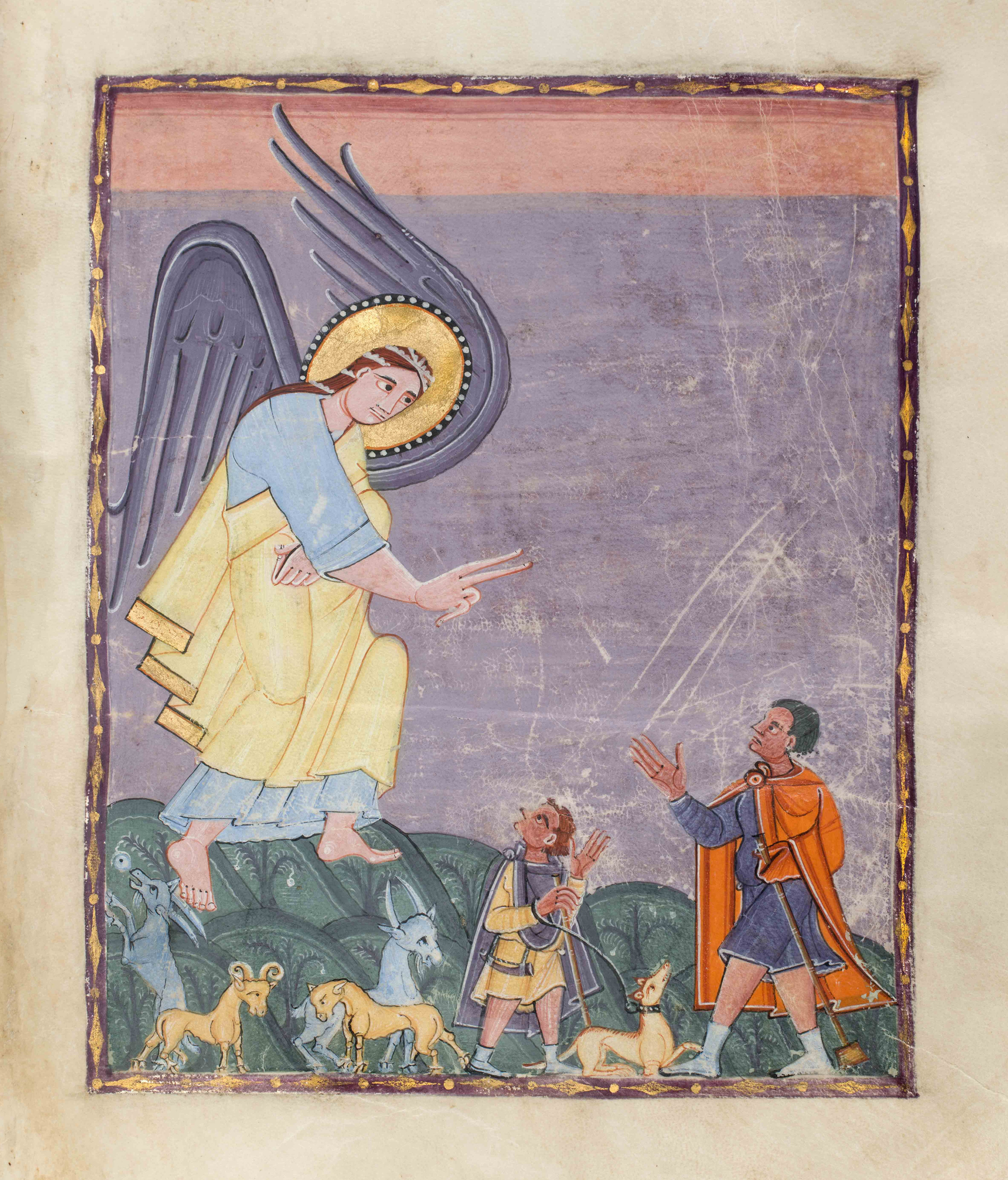
Los Angeles, J. Paul Getty Museum, Ms. 125 (Liller Evangelistar), fol. 7r: Verkündigung an die Hirten.

Das Liller Evangelistar ist auf der Reichenau hergestellt worden und wurde nach dem Vorbild Reichenauer Buchmalerei des frühen elften Jahrhunderts auf der Reichenau und/oder andernorts mit Miniaturen versehen; dennoch gilt es aufgrund stilistischer Unterschiede zu zeitgleich auf der Reichenau entstandenen Handschriften (nur) als ‚reichenauisch‘ und nicht als Werk der Reichenauer Malschule.